# Полтавська обласна рада
Полтавська обласна рада — орган місцевого самоврядування, що представляє спільні інтереси територіальних громад сіл, селищ, міст, у межах повноважень, визначених Конституцією України, Законом України «Про місцеве самоврядування в Україні» й іншими законами, а також повноважень, переданих їм сільськими, селищними, міськими радами.
Полтавська обласна рада складається з 84-ох депутатів, обирається населенням Полтавської області терміном на п'ять років. Рада формує тринадцять постійних і тимчасових комісій. Обласна рада проводить свою роботу сесійно. Сесія складається з пленарних засідань і засідань постійних комісій.
Станом на серпень 2025 року до коаліції входять 16 депутатів "Довіра", 14 депутатів "Слуга народу", 12 депутатів партії  "Батьківщина", 9 депутатів "ЄС". Опозиція складається з 13 депутатів "За майбутнє", 11 депутатів ОПЗЖ і 9 депутатів "Рідне місто".

## Важливі рішення
10 березня 2015 року депутати підтримали звернення Верховної Ради України до ООН, Європарламенту, ПАРЄ, Парламентської Асамблеї НАТО, ОБСЄ, ГУАМ, парламентів країн світу про визнання Російської Федерації країною-агресором, а так званих «Луганської народної республіки» і «Донецької народної республіки» — терористичними організаціями. 71 депутат проголосував «за», один депутат утримався.

## Склад ради

### VII скликання
Станом на кінець 2019 року:
     ВО «Батьківщина» (13)

     Блок Петра Порошенка (8)

     Соціал-демократична партія (8)

     Опозиційний блок (6)

     ВО «Свобода» (6)

     УКРОП (6)

     Відродження (6)

     Рідне місто (6)

     Аграрна партія України (5)

     Радикальна партія Олега Ляшка (4)

     За успішну Полтавщину (депутатська група) (7)

     Позафракційні (8)

     Вакантне місце (1)

### VIII скликання
У Полтавській обласній раді представлено такі фракції:
Перша діаграма
     Довіра (16)

     Слуга народу (14)

     За майбутнє (13)

     Батьківщина (9)

     ОПЗЖ (27)

     Рідне місто (9)

     Європейська солідарність (9)

Друга діаграма
     Довіра (16)

     Слуга народу (14)

    За майбутнє (13)

     Батьківщина (9)

     ОПЗЖ (11)

     Рідне місто (9)

     Європейська солідарність (9)